# Boyakhmedli (Agdam)
Boyakhmedli est un village de la région d'Agdam en Azerbaïdjan.

## Histoire
En 1992-2020, Boyakhmedli était sous le contrôle des forces armées arméniennes. Le 20 novembre 2020, la région d'Agdam, y compris le village de Boyakhmedli a été rétrocédée à l'Azerbaïdjan  conformément aux termes de la Déclaration tripartite du 10 novembre 2020, signée par les présidents azerbaïdjanais et russe et le premier ministre arménien.

## Culture
Il y a une mosquée appartenant au XIXe siècle, un centre médical, un service de communication, diverses installations commerciales et de restauration et une cave dans le village de Boyakhmedli.

## Éducation
Il y a une école maternelle et une école secondaire dans le village.

## Population
Selon les statistiques, la population du village est de 1613 personnes.

## Économie
La principale occupation de la population est l'élevage, céréaliculture et viticulture.